# 小林俊行
小林 俊行 （こばやし としゆき、1962年9月- ）は、日本の数学者。東京大学教授。理学博士（1990年）。専門は解析学、幾何学、表現論、不連続群論等。大阪府大阪市出身。

## 略歴
1981年灘高等学校を卒業。高校時代は卓球部。1985年東京大学理学部数学科卒業。1987年東京大学大学院理学系研究科修士課程修了。24歳で東京大学理学部助手になり、4年後、東京大学助教授。1990年理学博士。その後、プリンストン高等研究所、スウェーデン王立科学アカデミー、ハーバード大学、京都大学数理解析研究所教授などを経て、2007年より東京大学大学院数理科学研究科教授。1999年パリ第6大学客員教授、2008年ハーバード大学客員教授。2011年～2022年東京大学国際高等研究所カブリ数物連携宇宙研究機構主任研究員（兼任）。日仏数学連携拠点(日本側代表)

## 招待講演
- 4年に一度開かれる国際数学者会議（2002年）招待講演[7]。
- 5年に一度開かれるアジア数学者会議（2005年）招待講演。
- 4年に一度開かれる汎アフリカ国際数学者会議（2004年）全体講演。
- Howe教授の還暦記念集会（2006年）やVinberg教授の70歳の記念集会（2007年）ではOpening Lectureを行う。
- マックス・プランク数学研究所のMathematische Arbeitstagungで講演者に選出される（2009年）。
- Chern生誕100周年国際記念集会（アメリカ合衆国、2011年）招待講演。
- ラマヌジャン生誕125周年記念 パノラマレクチャー[8]を行う（2013年）。
- プログラミング言語BASICの開発者J.G.ケメニーの名を冠したThe Kemeny Lectures[9]（アメリカ合衆国、2017年）で招待講演。

## 業績
工学者からの質問をきっかけとして、積分幾何学の問題に取り組み、領域の変形の立場で、Pompeiu予想（1900年代初頭より未解決の問題）が正しいことを小林が証明したとき、小林はまだ修士の学生であった。さらに領域の特性関数のフーリエ像の零集合の無限遠での漸近挙動から領域の形状を記述するという問題に発展させ、その非線形偏微分方程式を導いた。
正の定曲率を持つ完備なローレンツ多様体は決してコンパクトにはならないが、その一方で基本群は必ず有限群になる。この奇妙な現象はカラビ・マルクス現象と呼ばれるが、小林はこの現象の必要十分条件を示した。これをきっかけとし、リーマン幾何の枠組みを超えた等質空間の不連続群論に小林は世界で最初に本格的に取り組み、その基盤作りを行った。
ユニタリ表現論における分岐則の離散分解可能モデルを提唱し、ユニタリ表現論における離散的分規則の理論を創始した。同理論を非可換調和解析に応用し離散系列表現を構成した。さらに保型形式論に応用しモジュラー多様体における消滅型定理の証明を与えた。
また離散群が等質空間にどう作用するかを研究し、そこから非リーマン等質空間における不連続群の変形を研究した （ローレンツ多様体に関するゴールドマン予想を一般化した上で解決を含む） 。
複素多様体における「可視的な作用」という概念を導入し、この新しい幾何学的立場の視点から、無限次元の場合と（組合せ論が絡む）重複度1の表現の統一理論を構築した。
無限次元の根源的な対称性である極小表現をモチーフとし、共形幾何学・シンプレクティック幾何学や調和解析・微分方程式などに多くの分野にまたがる大域解析学の理論を興した
。

## 受賞歴
- 1997年 - 日本数学会建部賞：等質空間の調和解析の研究
- 1999年 - 日本数学会春季賞：ユニタリ表現論における離散的分岐則の理論
- 2002年 - ICM招待講演（北京）[7]
- 2006年 - 大阪科学賞：リーマン幾何の枠組を超えた不連続群論の創始とリー群の無限次元表現における離散的分岐則の発見[17]
- 2007年
  - 日本学術振興会賞：代数・幾何・解析にまたがるリー群の無限次元表現の理論と不連続群の研究
  - サックラー・レクチャー（アジアから初）
- 2008年 - フンボルト賞：無限次元における対称性の破れの理論、古典的なリーマン幾何学の枠組みを超えた不連続群の理論、複素多様体における可視的作用の理論などを創始して、数学の新しい研究領域を興した。
- 2011年 - 井上学術賞：無限次元の対称性の解析の業績
- 2014年 - 紫綬褒章[18]
- 2015年 - JMSJ論文賞：ベッセル作用素による極小表現の理論
- 2017年 - アメリカ数学会フェロー[19]。
- 2022年 - ランス大学 Doctorat Honoris Causa (名誉博士号)[20]。

## 著書

### 単著
- 『Singular unitary representations and discrete series for indefinite Stiefel manifolds U(p,q;F)/U(p-m,q;F)』、アメリカ数学会、1992年 ISBN 0-8218-2524-0
- 『岩波講座 現代数学の基礎7』 岩波書店、1999年3月 ISBN 4-00-011007-1
- 『岩波講座 現代数学の基礎13 Lie群Lie環2』 岩波書店、1999年3月 ISBN 4-00-010647-3

### 共著
- 『岩波講座 現代数学の基礎12 Lie群とLie環1』 岩波書店、1999年3月  ISBN 4-00-010647-3 （大島利雄との共著）
- 『リー群と表現論』 岩波書店、2005年4月 ISBN 4-00-006142-9 （同上）
- 『数学の最先端 21世紀への挑戦 第1巻』 シュプリンガー・ジャパン、2002年7月  ISBN 978-4-431-70962-6  （グロモフ、コンツェビッチ等との共著）
- The Schrodinger model for the minimal representation of the indefinite orthogonal group O(p, q). (2011). アメリカ数学会.（G. Mano との共著）ISBN 978-0-8218-4757-2
- Symmetry breaking for representations of rank one orthogonal groups. (2015). アメリカ数学会.（B. Speh との共著）ISBN 978-1-4704-1922-6
- Conformal Symmetry Breaking Operators for Differential Forms on Spheress. Springer. Lecture Notes in Mathematics vol.2170 (2016). ISBN 978-981-10-2656-0
- Symmetry Breaking for Representations of Rank One Orthogonal Groups II. Springer. Lecture Notes in Mathematics vol.2234 (2018). ISBN 978-981-13-2900-5